# Tove Jansson
Tove Marika Jansson (Helsinki, 9 agosto 1914 – Helsinki, 27 giugno 2001) è stata una scrittrice e pittrice finlandese di lingua svedese.

## Biografia
Il padre della Jansson era uno scultore e la madre un'illustratrice. La Jansson studia pittura prima a Stoccolma (1930-33), poi a Helsinki (1934-36) e a Parigi (1938). Tra i suoi lavori artistici si ricordano: affreschi a Helsinki (1947), per la scuola professionale di Kotka (1951), per il municipio di Hamina (1952) e per l'asilo di Pori (1984) e anche una pala d'altare per la chiesa di Teuva (1954).
Appartenente alla minoranza finlandese di lingua svedese, è nota in tutto il mondo per la serie dei Mumin, libri per l'infanzia apparsi per la prima volta nel 1946. Sono stati tradotti in trenta lingue diverse, tra cui anche l'italiano, e portati sullo schermo con successo negli Stati Uniti. La diffusione in Italia si deve a Donatella Ziliotto, che le tradusse e pubblicò nella collana di libri per ragazzi Il Martin Pescatore da lei fondata per la Vallecchi, nel 1958. Scomparse dal mercato in seguito al fallimento dell'editore, alcune di esse sono state poi ripubblicate, conservando le illustrazioni originali, negli anni duemila dagli Istrici della Salani, fondati sempre da Ziliotto nel 1987.
A partire dagli anni settanta ha iniziato a rivolgersi anche agli adulti con una decina di libri (pur continuando a coltivare il filone dei libri per l'infanzia) di cui sei pubblicati in italiano.
Tove Jansson ha ricevuto diversi premi tra cui la medaglia Hans Christian Andersen (1966), il premio dell'Accademia svedese (1972), il Premio Topelius (1978), il premio di stato della Finlandia per la letteratura (1963, 1971, 1982) e il premio Helsinki (1980).
Dopo un breve fidanzamento, negli anni quaranta, con Atos Wirtanen, incontrò durante i suoi studi la sua futura compagna Tuulikki Pietilä. Le due donne hanno collaborato a diversi lavori e progetti, tra cui la Moominhouse, in collaborazione Pentti Eistola. L'opera è ora esposta al Museo dei Mumin di Tampere.

## Opere

### Libri per adulti
- Il libro dell'estate (1989), Iperborea (ISBN 88-7091-007-5) Orig.: Sommarboken (1972)
- L'onesta bugiarda (1990), Iperborea (ISBN 88-7091-010-5) Orig.: Den ärliga bedragaren (1982)
- Viaggio con bagaglio leggero, (1994) Iperborea (ISBN 88-7091-044-X) Orig.: Resa med lätt bagage (1987)
- La barca e io (2005), Iperborea (ISBN 88-7091-137-3) Orig.: Meddelande (1998)
- Il libro dell'inverno (2013), Iperborea (ISBN 9788870915259). Orig.: Meddelande. Noveller i urval 1971–1997 (1998)
- Fair play (2017), Iperborea (ISBN 9788870914740). Orig.: Rent spel (1989)

### Libri per l'infanzia
- Il cappello del Gran Bau (1990), Salani (ISBN 88-7782-047-0) Orig.: Trollkarlens hatt (1948)
- Magia di Mezz'estate (1990), Salani (ISBN 88-7782-173-6) Orig.: Farlig midsommar (1954)
- Magia d'Inverno (1992), Salani (ISBN 88-7782-284-8) Orig.: Trollvinter (1957)
- Racconti dalla Valle dei Mumin (1995), Salani (ISBN 88-7782-365-8) Orig.: Det osynliga barnet
- Caccia alla cometa (2002), Salani (ISBN 88-7782-260-0) Orig.: Kometjakten (1946)
- Piccolo Knitt, tutto solo (2003), Salani (ISBN 88-8451-334-0) Orig.: Vem ska trösta Knyttet? (1960)
- E adesso, che succede? (2003), Salani (ISBN 88-8451-333-2) Orig. Hur gick det sen? Boken om Mymlan, Mumintrollet och Lilla My (1952)
- Le memorie di papà Mumin (2007), Salani (ISBN 978-88-8451-370-0) Orig.: Muminpappans memoarer (1968)